# گودال‌ها (رمان)
گودال‌ها (به انگلیسی: Holes) کتابی است به نویسندگی لوئیس سکر که در سال ۱۹۹۹ توانست برندهٔ مدال نیوبری شود.

## داستان
پسری به نام استنلی به جرم دزدیدن کفشی مربوط به یکی از معروفترین بازیکنان بسکتبال به اردوگاه گرین لیک در تگزاس منتقل می‌شود. صاحب اردوگاه که زنی خشن است، بچه‌ها را مجبور به کندن گودال‌هایی می‌کند. بچه‌ها راز گودال‌ها را نمی‌دانند ولی بعد از ماجرایی که برای استنلی پیش می‌آید، همه راز اردوگاه و پیوند عجیبی که بین گودال‌ها، اردوگاه، زن مالک اردوگاه، استنلی و بالاخره گذشته را وجود دارد می‌فهمند.

## ترجمهٔ فارسی
این کتاب با ترجمهٔ حسین ابراهیمی الوند در سال ۱۳۷۹ منتشر و در مراسم کتاب سال جمهوری اسلامی ایران به‌عنوان کتاب برگزیده معرفی شد.